# Waianae
Waianae är en så kallad census-designated place i Honolulu County, Hawaii, USA med cirka 10 506 invånare (2000). Den har enligt United States Census Bureau en area på totalt 13,2 km² varav 4,4 km² är vatten.

## Kända personer från Waianae
- Colleen Hanabusa, politiker
- Max Holloway